# Giuseppe Parini
Pour les articles homonymes, voir Parini.

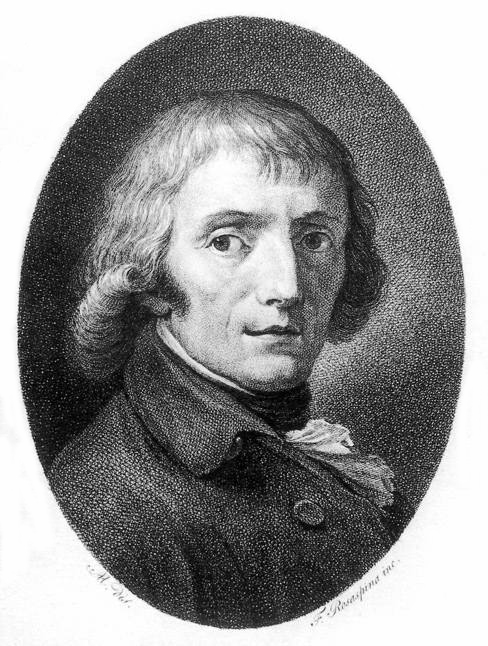
Giuseppe Parini par Francesco Rosaspina

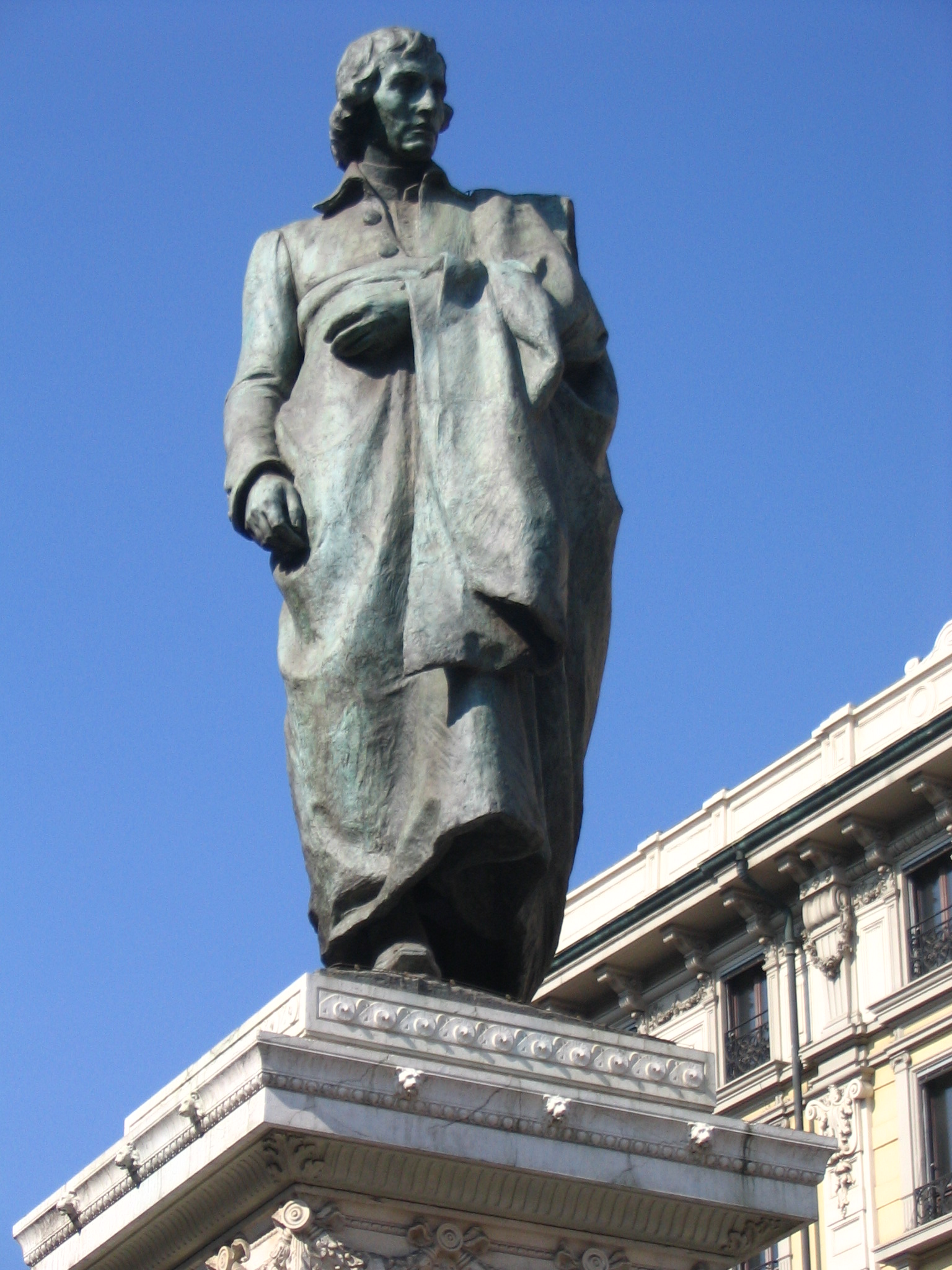
Monument de Parini, Piazza Cordusio, Milan par Luca Beltrami

Giuseppe Parini, francisé Joseph Parini, né à Bosisio le 23 mai 1729 et mort à Milan le 15 août 1799 est un poète italien.
Giuseppe Parini est l'une des figures les plus importantes du néoclassicisme avec Ugo Foscolo, Andrea Appiani ou Alessandro Manzoni.

## Biographie
Giuseppe Parini (à l'origine orthographié « Parino ») est né à Bosisio (rebaptisée « Bosisio Parini » en son honneur) en Brianza (Lombardie). Son père, un commerçant de soie, l'envoie à Milan sous la garde de son grand-père : là, il étudie chez les Barnabites à l'Académie Arcimboldi (it), tout en copiant des manuscrits pour vivre.
En 1741, son grand-père lui laisse une rente mensuelle, à la condition qu'il entre en sacerdoce. Parini est donc ordonné prêtre. Néanmoins ses études religieuses ne lui sont pas profitables, car il continue de travailler dans un cabinet d'avocat pendant son temps libre et il est peu réceptif à l'ancienne méthode pédagogique utilisée.
En 1752, il publie à Lugano, sous le pseudonyme de « Ripano Eupilino », un petit volume de versets choisis, Alcune poesie, qui assure son élection à l’Accademia dei Trasformati à Milan (sous le pseudonyme de Darisbo Elidonio) ainsi qu'à celle de l’Académie d'Arcadie à Rome.
Ces succès, cependant, n'améliorèrent pas sa fortune; et il dut accepter l'emploi de précepteur, successivement, dans les nobles familles de Borromeo et de Serbelloni.
L'ouvrage qui établit la réputation de Parini fut un petit poeme intitulé Il Mattino (la Matinée), qui parut en 1763. Le Ministre plénipotentiaire autrichien de Milan, le comte Karl Joseph von Firmian, s'occupe de la promotion du poète, le nommant directeur de la Gazzetta di Milano, organe officiel du gouvernement autrichien et en 1769, en dépit des Jésuites, une chaire de belles-lettres est spécialement créée à l'école Palatine.
En 1776, il fut admis dans la société patriotique de Milan, qu'on venait de créer, et qui le choisit ensuite pour faire l'éloge de l'impératrice Marie-Thérèse (morte en 1780).
Sous l'occupation française de Milan, il est rémunéré en tant que magistrat par Napoléon, mais dès qu'il est à la retraite il reprend son activité littéraire et travaille à l'achèvement de Il Vespro et La Notte qui seront publiés après sa mort et qui composent Il Giorno. Giuseppe Parini est mort à Milan en août 1799. Il a été associé de l'Accademia della Crusca.

## Œuvre
Parini fut un des meilleurs poètes lyriques de l’Italie : il avait un talent remarquable pour l’ode, ainsi qu’il l’a prouvé dans celles qui ont pour sujet la Chute, la Tempête, la Musique, la Nécessité, l’Auto-da-fé, la Guerre, etc. Il s’essaya avec succès dans la poésie dramatique, et donna, pour l’arrivée de l’archiduc Ferdinand à Milan, son opéra d’Ascanio in Alba. Ce furent pourtant ses quatre petits poèmes, la Matinée, le Midi, le Soir, la Nuit, qui établirent sa célébrité. On y trouve une satire de la vie que menaient les nobles milanais des deux sexes. L’ironie est d’autant plus fine, qu’elle est soutenue par un style élevé et plein d’images. Il décrit leurs mœurs et leurs occupations dans les quatre parties du jour, employées à leur toilette, à leurs visites, à leurs somptueux repas, à leurs promenades, à leurs sociétés, jeux de hasard, spectacles, etc.
Si Alfieri a créé en Italie un nouveau style tragique, Parini s’en est fait un pour la satire, dans laquelle il s’est éloigné de la route tracée par l'Arioste, Salvator Rosa, Adimari, etc. Ses poèmes sont écrits en vers libres non rimés, les plus difficiles de la poésie italienne. Ses Œuvres ont été réunies en 6 volumes in-8° (Milan, 1801-1804), et dédiées au consul Bonaparte. A la tête se trouve la vie de Parini, par l’éditeur (Francesco Reina). Une autre édition en 2 volumes in-8° parut à Milan en 1823, et les Opere scelte ont été réimprimées plusieurs fois. Les Quatre parties du jour à la ville ont été traduites en français (par l’abbé Desprades), Paris, 1776, in-12 ; une autre traduction a été publiée, Paris, 1814, in-18.

## Critique
L'œuvre de Parini a été perçue par les plus jeunes poètes comme une leçon de morale et de liberté de pensée en «il primo poeta della nuova letteratura che sia anche uomo, cioè che abbia dentro di sé un contenuto vivace e appassionato, religioso, politico e morale» et «in lui l'uomo valeva più che l'artista».
Ugo Foscolo, qui a rencontré Parini à Milan, le dépeint « comme une personne sérieuse et digne ».
Giacomo Leopardi le définit comme le « Virgile de l'Italie moderne ».

## Œuvres
- Son poème le plus célèbre est Il giorno (La Journée), publié en 1763, qui est une satire de la noblesse milanaise marque une avancée distincte le vers non rimé. Il installe à la fois la popularité et l'influence de Parini, et deux ans plus tard une suite sur le même thème a été publiée sous le titre de Il Mezzogiorno (1765)
- Un autre poème Odi composé entre 1757 et 1795, a été édité à diverses occasions.

### Œuvres poétiques
- Quelques poésies de Ripano Eupilino
- Dialogo sopra la nobiltà
- Il giorno
- Odi

### Œuvres théâtrales
- Amorosa incostanza
- Iside salvata
- Ascanio in Alba

### Traductions en français
- Le Jour, texte traduit et présenté par Sébastien Camugli, traduction de Il giorno, F. Aubier, 1931
- La Divine Raillerie, traduite du texte italien en vers français, suivie du Secret de la paix universelle par L.-Alfred de Ruffi de Roux, Agen , impr. de V. Lenthéric, 1880
- Le Jour, traduit en vers français par J.-L.-A. Reymond, Ponthieu, 1826
- L'Art de s'amuser à la ville, ou les Quatre parties du jour, traduction libre par l'abbé Joseph Grillet-Desprades du poëme italien intitulé "Il Mattino e il mezzogiorno", par M. l'abbé Parini, Milan, Paris, J.-F. Bastien, 1778

### Sources et bibliographie
- (en) Herbert Morris Bower, The Day Morning, Midday, Evening, Night : a Poem, Westport, Hyperion Press, 1978 (ISBN 0-88355-592-1)